# Parasosibia descendens
Parasosibia descendens är en insektsart som beskrevs av Ludwig Redtenbacher 1908. Parasosibia descendens ingår i släktet Parasosibia och familjen Diapheromeridae. Inga underarter finns listade i Catalogue of Life.